# 大垣市立中川小学校
大垣市立中川小学校（おおがきしりつ なかがわしょうがっこう）は、岐阜県大垣市にある公立小学校。

## 沿革
- 1873年（明治6年）2月 - 北方村に大成学校、曽根村に出藍学校、領家村に従漸学校、林中村に観欄学校が、それぞれ開校する。
- 1876年（明治9年） - 大成学校と従漸学校が統合し従漸学校となり、三津屋に移転。
- 1892年（明治25年）8月 - 従漸学校が領家尋常小学校に改称する。
- 1897年（明治30年）4月1日 - 中川村、林東村、林中村、楽田村、貝曽根村、北方村、曽根村、領家村、中野村が合併し、中川村が発足する。
- 1900年（明治33年） 11月 - 領家尋常小学校、観欄学校、出藍学校が統合し、現在地に移転。中川尋常小学校に改称する。
- 1911年（明治44年）7月 - 高等科を設置。中川尋常高等小学校に改称する。
- 1922年（大正11年） - （旧）西舎を建築。
- 1941年（昭和16年）4月 - 中川国民学校に改称する。
- 1947年（昭和22年）4月 - 中川村立中川小学校に改称する。校区の一部（八島）の児童が大垣市立北小学校への通学となる。
- 1949年（昭和24年）4月1日 -
  - 中川村が大垣市に編入される。同時に大垣市立中川小学校に改称する。校区の一部（林町）の児童が大垣市立北小学校への通学となる。
  - 大垣市立中川幼稚園が開園する。中川小学校に併設する。
- 1950年（昭和25年）3月 - 校舎増築。（旧）北舎西側。
- 1951年（昭和26年）2月 - 学校給食開始。
- 1956年（昭和31年）7月 - プール完成（校舎西南隅）
- 1963年（昭和38年）9月 - 新校舎（鉄筋コンクリート造3階建）が完成（現・北舎）。
- 1966年（昭和41年）4月 - （旧）体育館竣工。
- 1974年（昭和49年）7月 - 新校舎（鉄筋コンクリート造4階建）が完成（現・南舎）。
- 1977年（昭和52年）12月 -（旧）体育館増築。
- 1978年（昭和53年） - 校舎（南舎）増築。岐阜県教育委員会・大垣市教育委員会指定「放送教育推進校」・NHK放送教育研究委嘱校。
- 1981年（昭和56年）3月 - 校舎（南舎）増築。
- 1983年（昭和57年）2月 - 創立110周年記念行事挙行。
- 1985年（昭和60年）4月 - 県教委・市教委指定研究発表会「特別活動研究実験校」。
- 1988年（昭和63年）4月 - 市教委指定「国際理解教育推進校」。
- 1991年（平成3年）4月 - 県教委指定「放送教育研究推進校」。
- 1994年（平成6年）4月 - 県教委指定「小学校国際理解教育推進校」
- 2004年（平成16年） - 校舎（南舎）増築。
- 2007年（平成19年）3月 - 現体育館完成。
- 2009年（平成21年）10月 - 北舎耐震補強工事。
- 2011年（平成23年）11月 - 文部科学省指定「教育研究開発事業（英語教育改善関係）」研究発表会及び中川小学校実践公表会開催
- 2014年（平成26年）4月 - 文科省指定「英語教育強化地域拠点事業」。
- 2023年（令和5年）3月 - 大垣市立中川幼稚園が廃園。

## 通学区域
- 中川町1-4丁目、中野町2-5丁目、曽根町1-3丁目、貝曽根町の一部、赤花町1・2丁目、坂下町、楽田町1-8丁目、北方町1-5丁目、領家町1-3丁目、西之川町1・2丁目、三津屋町1-5丁目である[1]。

## 進学先中学校
- 大垣市立星和中学校

## 大垣市立中川幼稚園
- 1949年（昭和24年）4月開園。2023年（令和5年）3月開園。
- 4、5歳児を対象とする幼稚園。定員は4歳児が30名、5歳児が35名。
- 園舎は中川小学校の校舎の一部を使用していた。
- 通園区域は、5歳児は中川小学校の通学区域と同じであるが、4歳児は通園区域の指定はされていない[2]。

## 著名な出身者
- 高田茉優（バレーボール選手 - イビデンレグルス ← 岡山シーガルズ）